# 着水

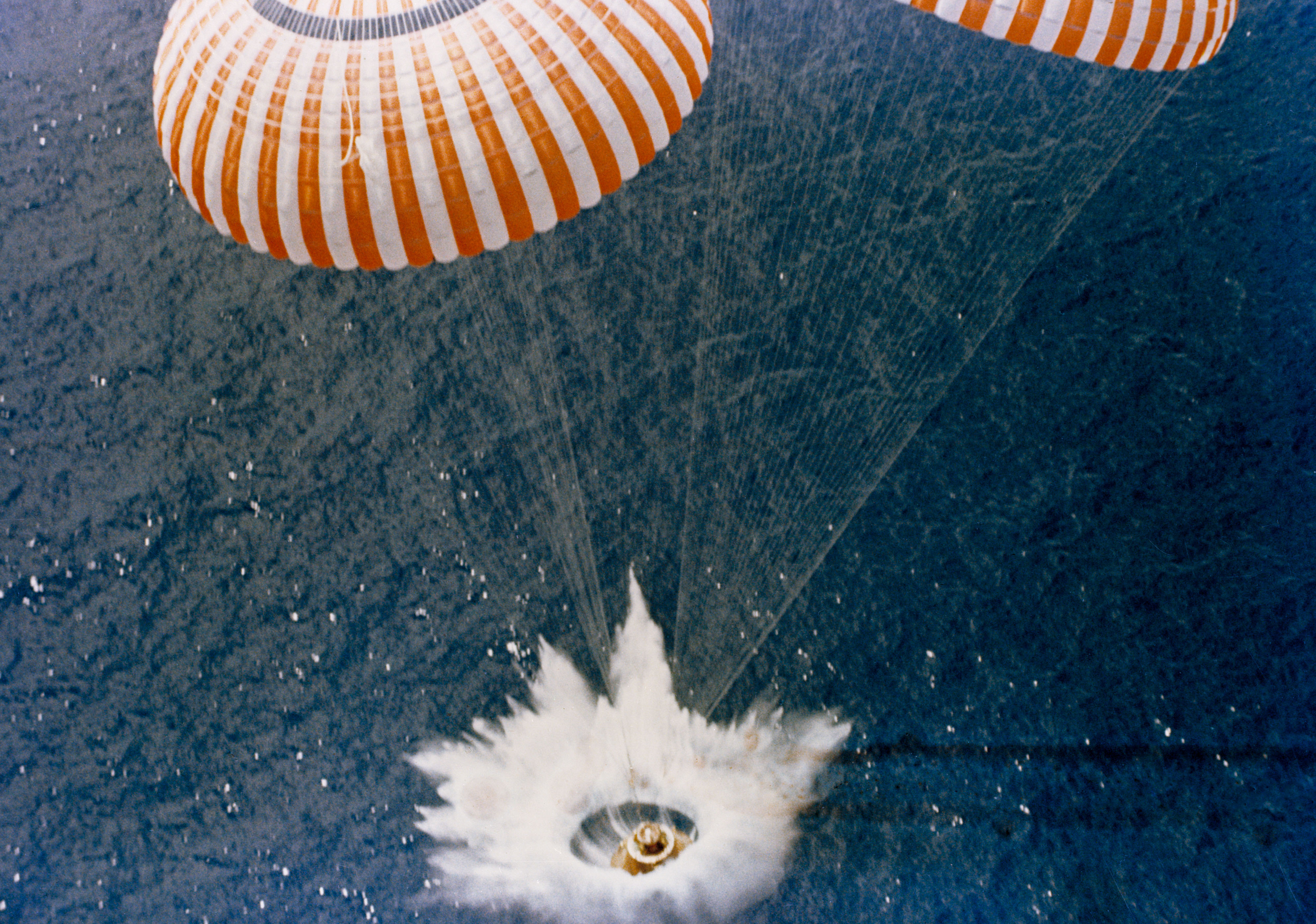
アポロ15号の着水

着水（ちゃくすい、英語；Water landing）とは、鳥、航空機、宇宙船が陸上に着陸するのではなく、水上に降りる事である。

## 飛行機の着水
もともと水上で運用することを想定した水上機には、胴体部が船状となっている飛行艇や、車輪を付け陸上での離着陸を可能にした水陸両用機、水陸両用ヘリコプター等がある。また、陸上で運用している機体でも水上に不時着する事故が発生する（その場合は、不時着水、英語では ditching という）。
画像

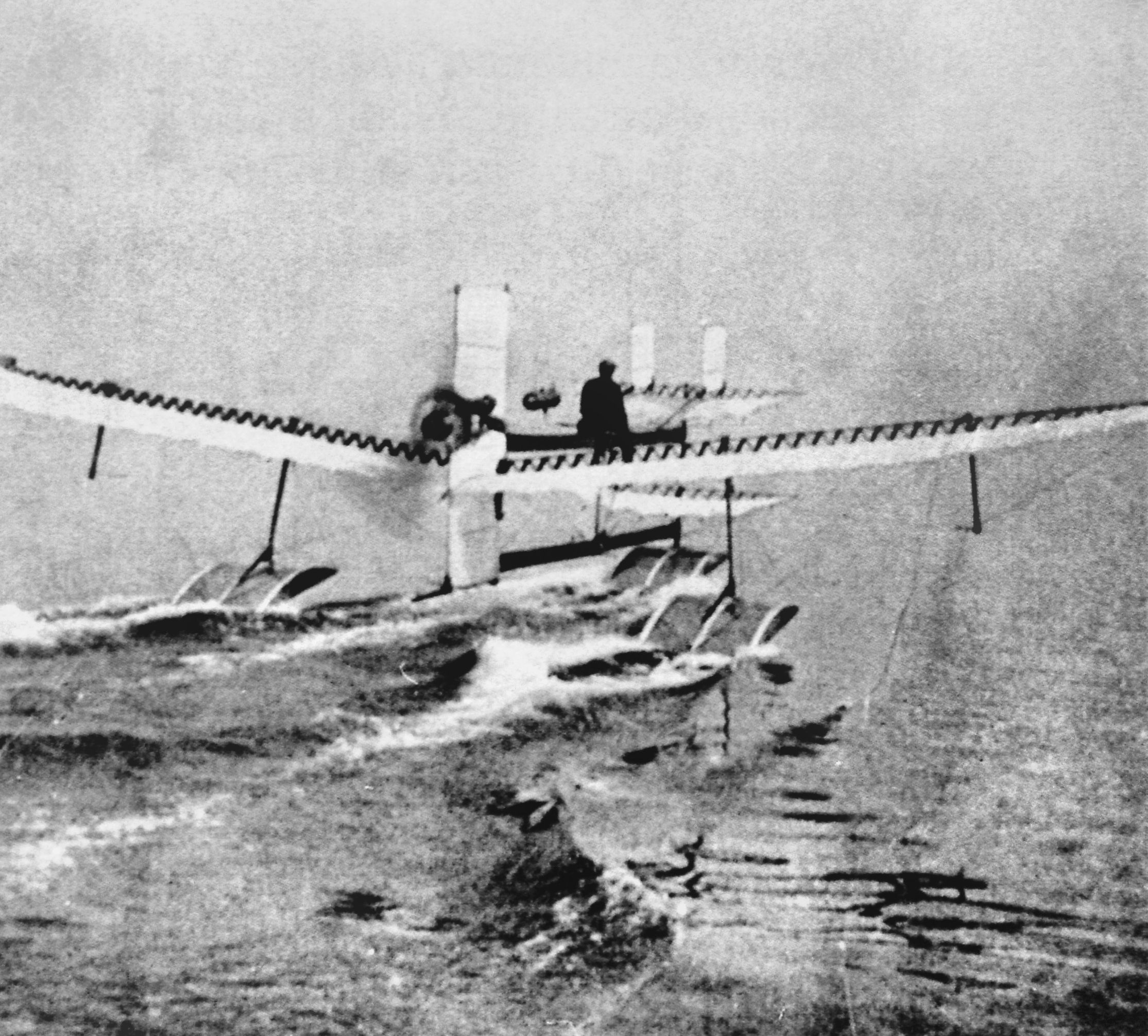
世界初の水上機であるファーブル水上機
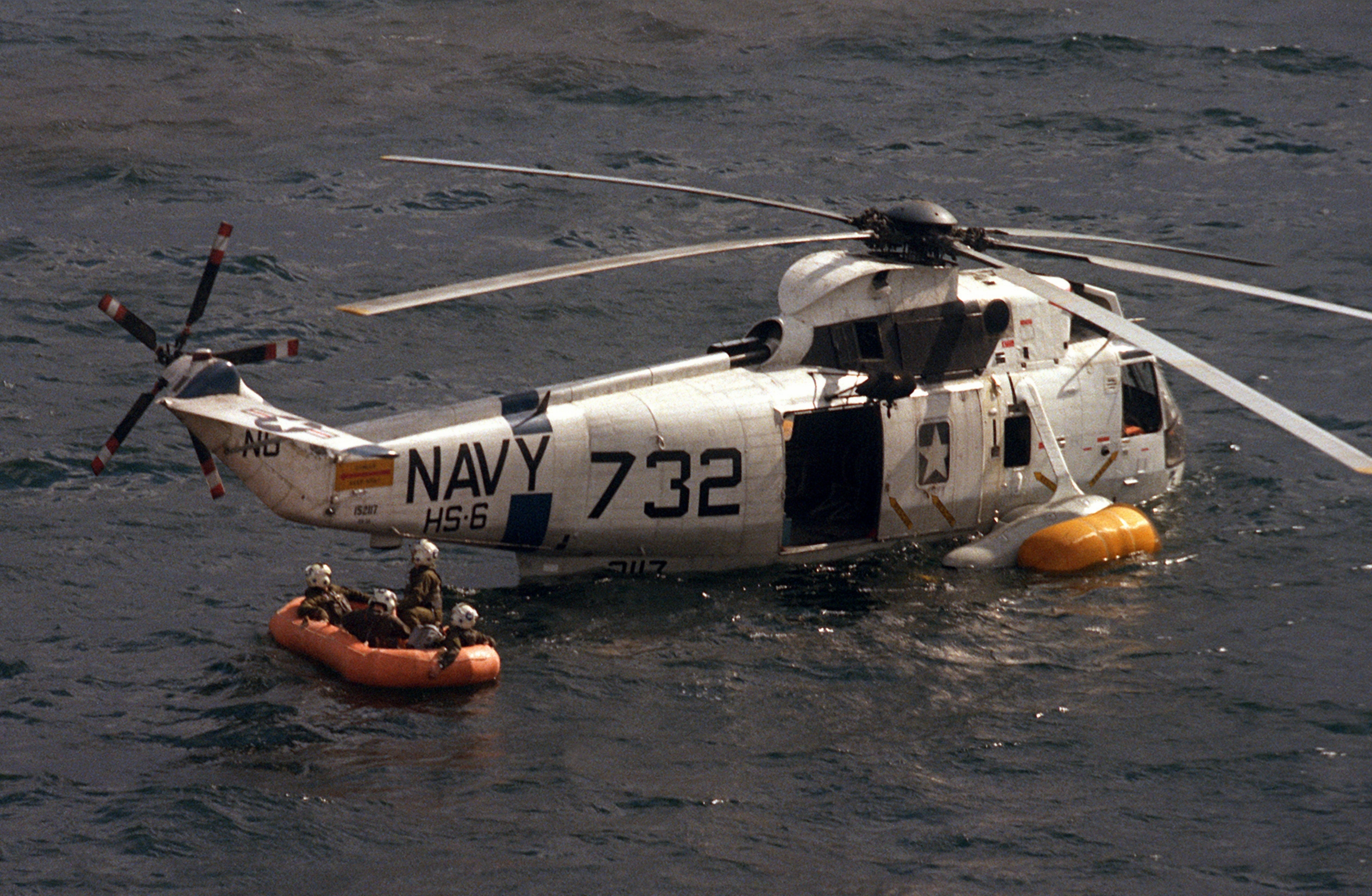
着水したアメリカ海軍のシコルスキー SH-3H シーキング
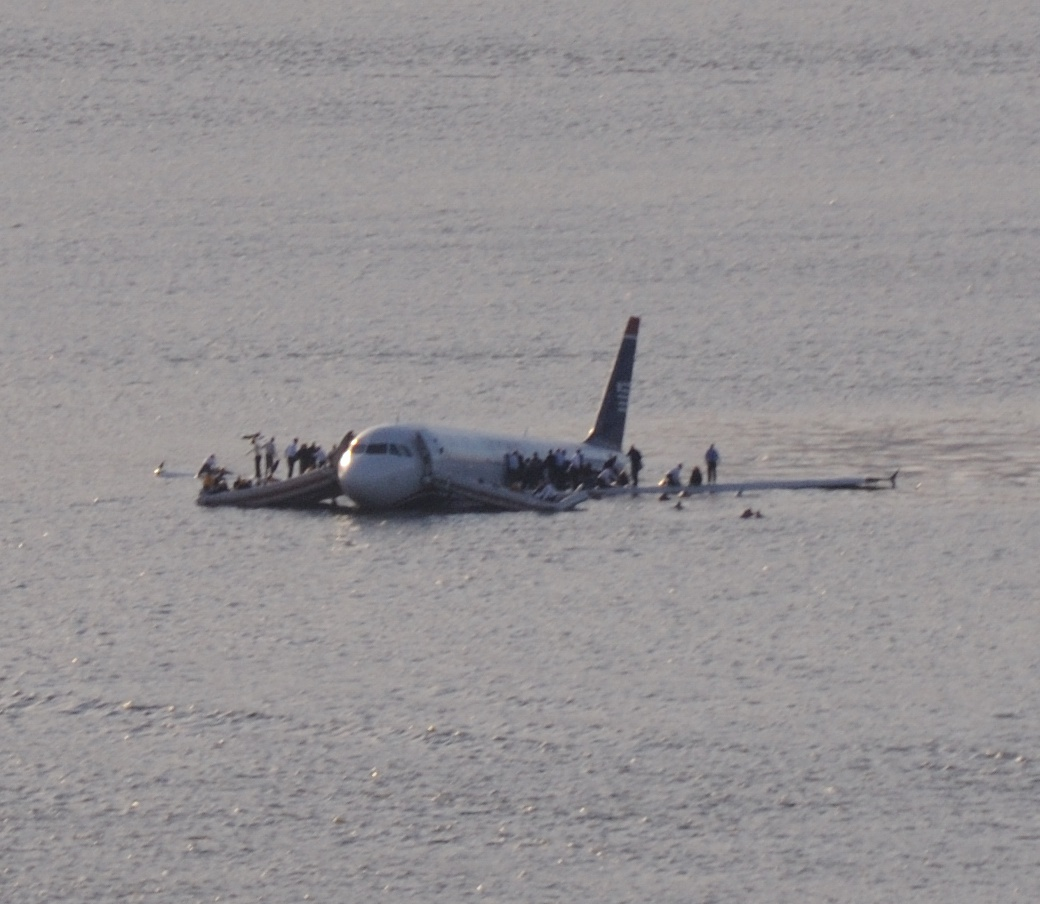
USエアウェイズ1549便不時着水事故の様子
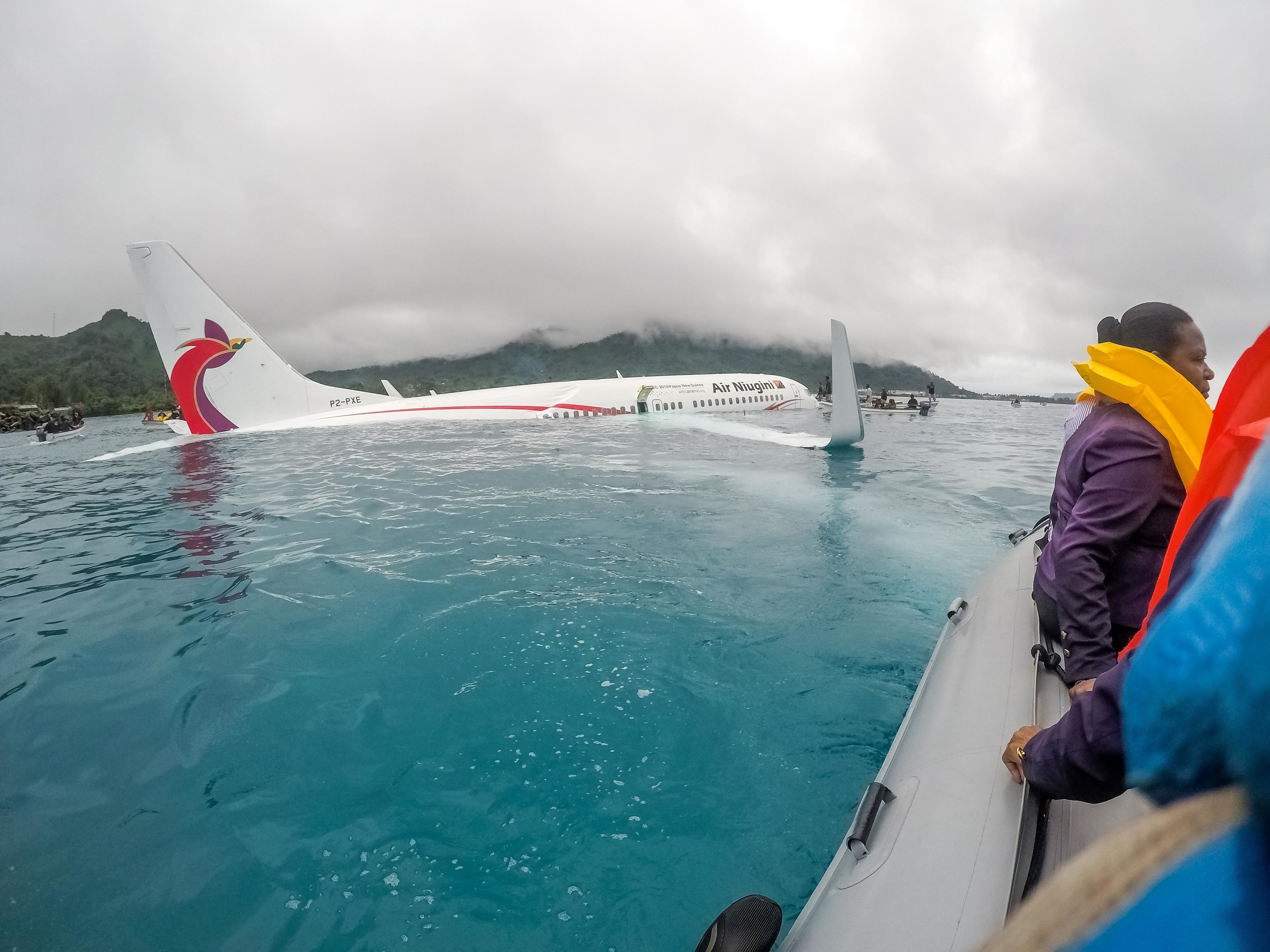
ニューギニア航空73便着水事故

## 宇宙船の着水

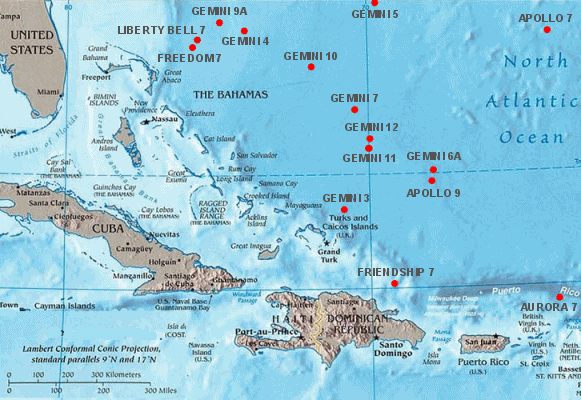
大西洋におけるアメリカ宇宙船の着水場所

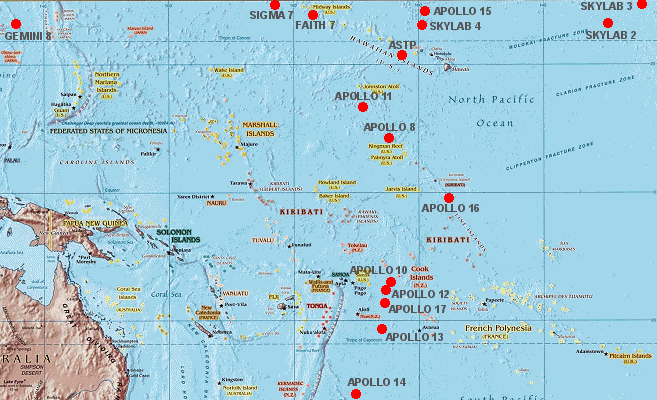
太平洋におけるアメリカ宇宙船の着水場所

主にアメリカの宇宙船が行う。これはロシアや中国のように最後の減速に逆噴射を使用せずに済むメリットがある。ロシアの宇宙船では、不測の事態でソユーズ23号が凍ったテンギス湖に着水した事例のみである。
事故の例
- マーキュリー・レッドストーン4号で着水後ハッチがトラブルで吹き飛び、乗員は無事救助されたが沈没した。
- ソユーズ23号 - ソビエト連邦は、周りに広大な水が無いため陸上に着陸する運用を行っていたが、宇宙空間にいられる時間と悪天候により初の着水となった。氷と湿地によってアクセスが難しいテンギス湖に着水した。猛吹雪で気温は-22℃の環境であった。水上でも大丈夫なように設計されていたが、パラシュートが水に沈む形で機体を水中に引き込み、一部電気回路がショート、ハッチが開かない方に傾斜、送信アンテナも水中に回り連絡途絶。陸上からの救出は無理だったため、ヘリコプターが寄こされ陸に牽引、救出に9時間以上かかった。救出部隊は乗組員が死んだものと考えハッチを開けるのを躊躇したため、別の部隊が派遣され、着水から11時間後にハッチが開かれ無事が確認された。

画像

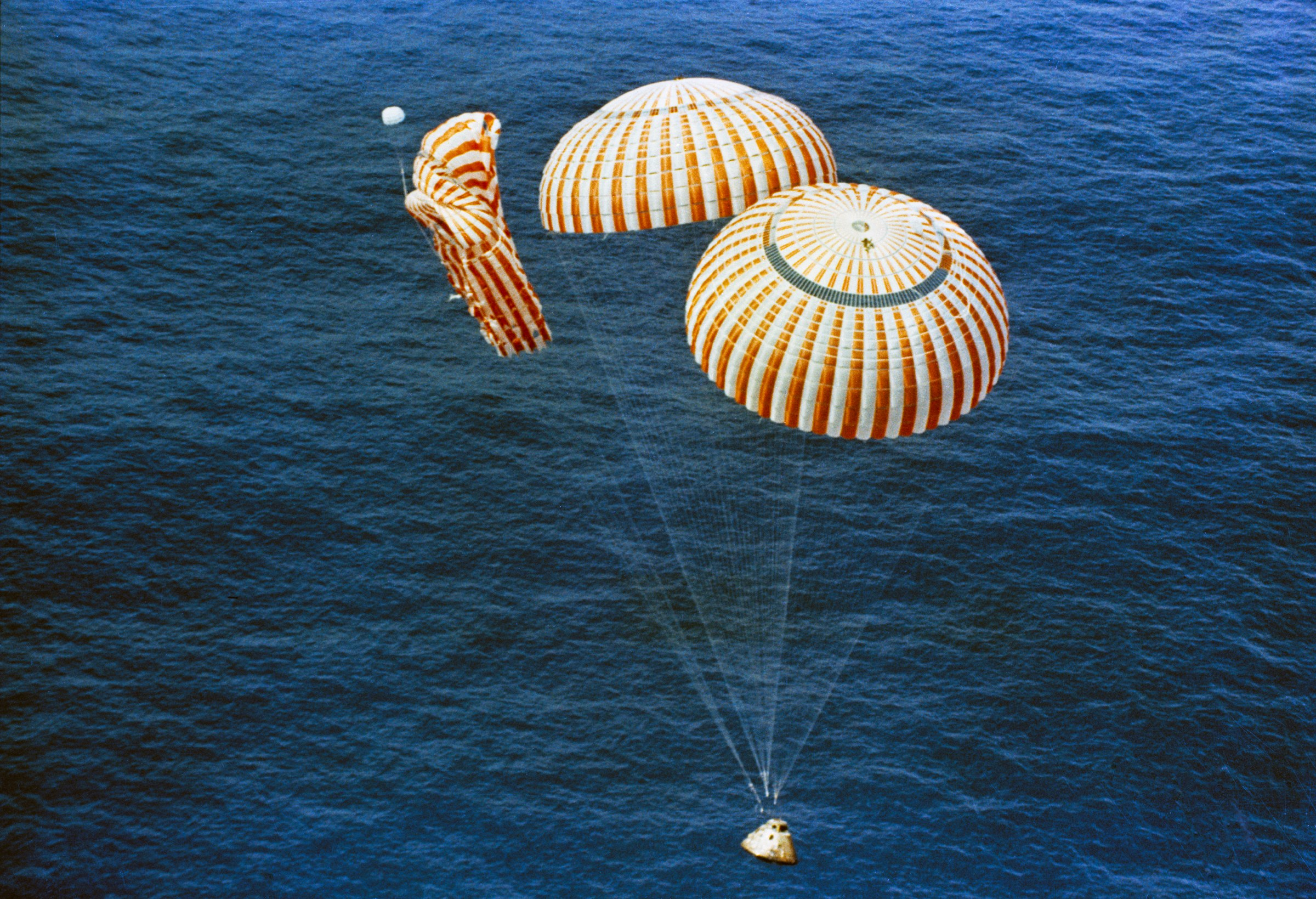
着水直前のアポロ15号（予備のパラシュートは開かず）(NASA)
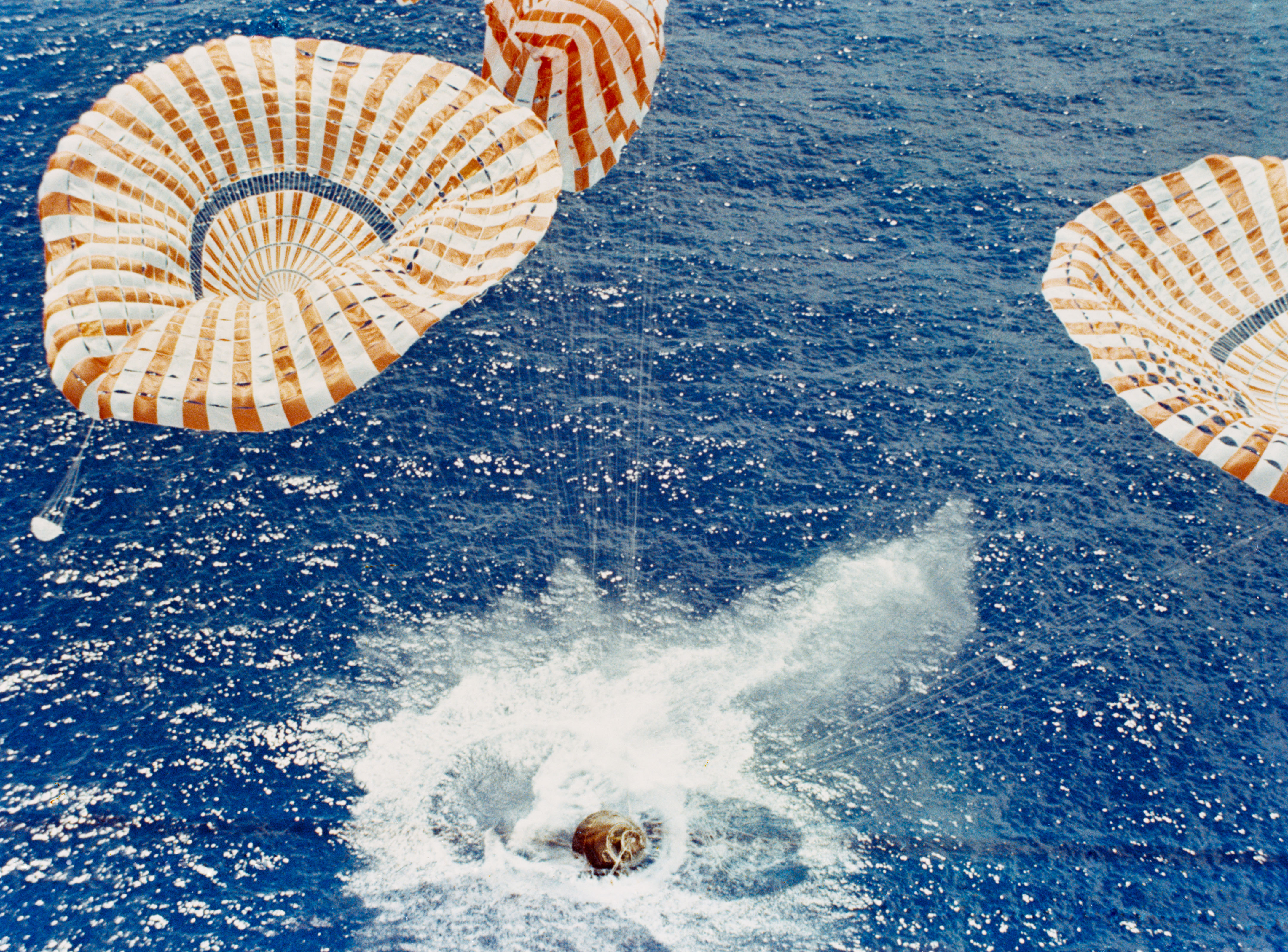
アポロ15号の着水 (NASA)
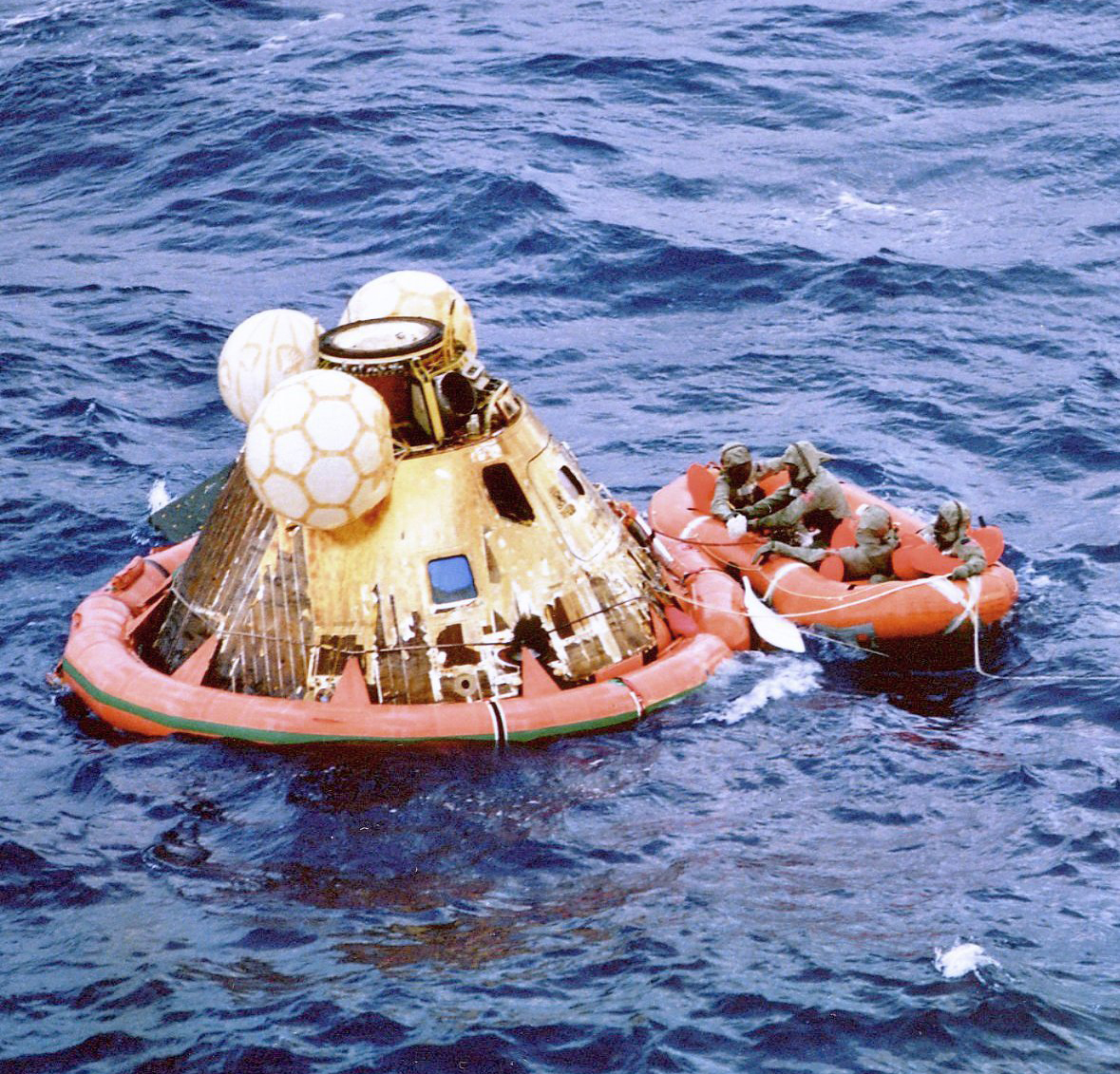
アポロ11号の着水後 (NASA)
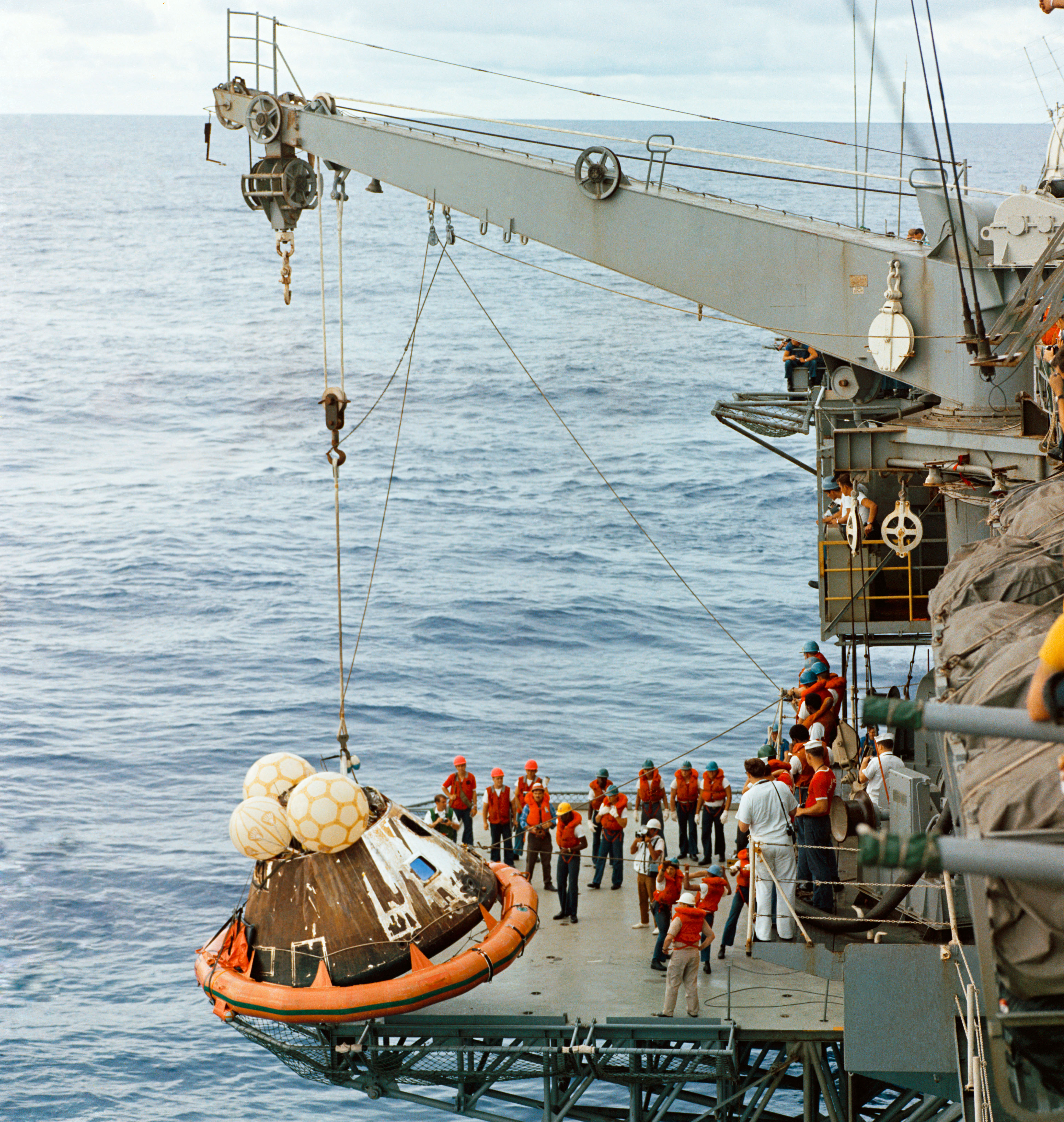
アポロ13号の船上への引き上げ (NASA)